# Kościół św. Trójcy we Wrocławiu (Tęczowa)
Kościół św. Trójcy (niem. St.-Trinitatis-Kirche) – świątynia, która znajdowała się we Wrocławiu przy ulicy Tęczowej, na terenie obecnego parku Lesława Węgrzynowskiego, stanowiła część kompleksu świątynno-szpitalnego. Zniszczona podczas II wojny światowej.